# 春日井市立高蔵寺中学校
春日井市立高蔵寺中学校（かすがいしりつ こうぞうじちゅうがっこう）は、愛知県春日井市高蔵寺町北二丁目にある市立中学校。

## 沿革
- 1947年4月 - 学校創立。創立当時の校名は、「高蔵寺町立高蔵寺中学校」で当時の高蔵寺町唯一の中学校だった。
- 1958年1月 - 高蔵寺町が春日井市に編入したことにより、春日井市立高蔵寺中学校に改称。
- 1984年 - 石尾台中学校の開校により、玉川小学校区が分離[1]。
- 1996年 - 校舎改築[2]。

## 校訓
- 自学自習にはげみ、自己の向上に努力しよう（自学自習）
- 心身を鍛え、健康な生活を心がけよう（健康安全）
- 自由と規律を尊び、友愛の心を育てよう（規律友愛）
- 敬愛心

## 校歌
- 作詞　岡田力
- 作曲　岡田力、伊藤健（改訂）

## 校区
- 春日井市立高座小学校
- 春日井市立不二小学校

## アクセス
JR中央本線・愛知環状鉄道線：高蔵寺駅より徒歩5分